# 1211
Năm 1211 là một năm trong lịch Julius.